# Nenad Bjelica
Nenad Bjelica (Osijek, 20 de agosto de 1971) é um ex-futebolista e treinador de futebol croata. Atualmente comanda o Union Berlin.

## Carreira
Nascido em Osijek, Bjelica começou a jogar em um clube local, o Metalac Olt, na temporada de 1989-90. Ele rapidamente se transferiu para o NK Osijek e passou quase quatro temporadas lá, antes de se mudar para a para a Espanha.
Bjelica jogou pelo Albacete Balompié por quatro anos, durante os quais o time chegou à semifinal da Copa del Rey na temporada de 1994-95. Em 1996, ele se transferiu para o Real Betis e fez parte do time que foi vice-campeão na campanha de 1996-97. Na temporada seguinte, Bjelica passou pelo Las Palmas, mas retornou ao Real Betis um ano depois. Devido a lesões, ele jogou poucas partidas nesse período e voltou a passar uma temporada no Las Palmas até o final de 1999.
Bjelica então voltou para casa, em Osijek, por duas temporadas e recuperou sua forma, jogando com o time em três fases da Copa da UEFA. Em seguida, mudou-se para o 1. FC Kaiserslautern em 2000, onde ficou por quatro temporadas até se semi-aposentar do futebol de elite em 2004. Durante a temporada de 2004-05, Bjelica jogou pelo VfB Admira Wacker Mödling. Depois disso, jogou pelo clube austríaco FC Kärnten na segunda divisão antes de se aposentar em 30 de junho de 2008.

## Treinador
Pelo Kärnten debutaria como treinador, seguindo-se a outras modestas equipes austríacas. Foi treinador do Áustria Viena.
Em 26 de novembro de 2023 foi apontado como novo treinador do Union Berlin,  sendo dispensado em 6 de maio de 2024.